# Zurobata fissifascia
Zurobata fissifascia är en fjärilsart som beskrevs av George Francis Hampson 1896. Zurobata fissifascia ingår i släktet Zurobata och familjen nattflyn. Inga underarter finns listade i Catalogue of Life.